# 榛沢村
榛沢村（はんざわむら）は、埼玉県の北西部、大里郡に属していた村。当初は榛沢郡所属であった。

## 地理
- 河川：小山川、志戸川

## 歴史
- 1889年（明治22年）4月1日 町村制施行により、榛沢村、後榛沢村、榛沢新田村、沓掛村、西田村、山崎村が合併し榛沢郡榛沢村が成立する。
- 1896年（明治29年）3月29日 榛沢郡が大里郡、幡羅郡、男衾郡と統合し大里郡となる。
- 1955年（昭和30年）1月1日 岡部村、本郷村と合併し岡部村を新設する。
- 1968年（昭和43年）12月1日 岡部村が町制施行し岡部町となる。
- 2006年（平成18年）1月1日 岡部町が（旧）深谷市、花園町、川本町と合併し深谷市を新設する。

## 村政

### 村長
村長は以下の通り。
- 角田治郎衛 1889年5月27日 - 1891年2月25日
- 青木七五郎 1891年3月20日 - 1892年5月17日
- 新井節郎 1892年6月7日 - 1893年8月12日
- 篠崎喜代作 1893年9月6日 - 1894年4月25日
- 武政藤太郎 1894年4月30日 - 1902年10月28日
- 高橋宇三郎 1902年11月6日 - 1906年11月5日
- 柳田酉五郎 1906年11月27日 - 同年12月14日
- 武政栄次郎[2] 1906年12月18日 - 1910年12月17日
- 篠崎京作[3] 1910年12月28日 - 1917年2月26日
- 武政藤太郎 1917年3月6日 - 1918年2月15日
- 角田保治[4] 1918年3月15日 - 1938年4月13日
- 篠崎孫嗣 1938年4月29日 - 1946年4月28日
- 武政郁三[5][6] 1946年5月13日 - 1947年3月13日
- 松村賢司 1947年3月20日 - 1951年4月4日
- 武政郁三 1951年4月24日 - 1954年12月31日

## 経済

### 産業
農業
『大日本篤農家名鑑』によれば、榛沢村の篤農家は高橋、篠崎、大澤、小池、宇野、野口、新井、鳥塚、岡野、吉岡、武政などがいた。
『大日本蚕業家名鑑 正』によれば、榛沢村の養蚕家は武政、根岸、久保、日比谷、角田、新井、坂野、倉林、岡野、篠崎、宇野、関根、岡島、岡村、粂原、萩原などがいた。

## 出身人物
- 武政恭一郎（素封家[2]、会社役員） - 深谷銀行、利根軌道、埼玉興業、本庄電気軌道、利根発電各取締役などをつとめた[8]。三男は資産家の武政郁三[5]。